# Veliki Skočaj
Veliki Skočaj je naselje v občini Bihać, Bosna in Hercegovina. 

## Zgodovina
Do leta 1947. naselje je bilo del Hrvaške.

## Deli naselja
Bukovački Kraj, Gornja Varoš, Jaruge in Veliki Skočaj.

## Prebivalstvo
| Pregled števila prebivalcev po letih | Pregled števila prebivalcev po letih | Pregled števila prebivalcev po letih | Pregled števila prebivalcev po letih | Pregled števila prebivalcev po letih | Pregled števila prebivalcev po letih |
| ------------------------------------ | ------------------------------------ | ------------------------------------ | ------------------------------------ | ------------------------------------ | ------------------------------------ |
| 1948                                 | 1953                                 | 1961                                 | 1971                                 | 1981                                 | 1991                                 |
| -                                    | -                                    | -                                    | 510                                  | 420                                  | 323                                  |

| Narodna sestava prebivalstva po letih                                                                                      | Narodna sestava prebivalstva po letih                                                                                      | Narodna sestava prebivalstva po letih                                                                                      |
| --- | --- | --- |
| 1971 | 1981 | 1991 |
| . skupaj: 510 Hrvati 507 (99,41 %) Srbi 1 (0,19 %) Muslimani 0 (0,00 %) Jugoslovani 0 (0,00 %) drugi in neznano 2 (0,39 %) | . skupaj: 420 Hrvati 413 (98,33 %) Srbi 2 (0,47 %) Muslimani 0 (0,00 %) Jugoslovani 4 (0,95 %) drugi in neznano 1 (0,23 %) | . skupaj: 323 Hrvati 316 (97,83 %) Srbi 3 (0,92 %) Muslimani 0 (0,00 %) Jugoslovani 2 (0,61 %) drugi in neznano 2 (0,61 %) |